# Oedura monilis
Oedura monilis (плямистий оксамитовий гекон) — вид геконоподібних ящірок родини диплодактилідів (Diplodactylidae). Ендемік Австралії.

## Поширення й екологія
Плямисті оксамитові гекони мешкають у прибережних і внутрішніх районах на сході Квінсленду. Вони живуть у рідколіссях і сухих тропічних лісах. Ведуть нічний спосіб життя, шукають їжу на деревах і серед каміння. Відкладають яйця, у кладці 2 яйця.